# Nitidotellina pallidula
Nitidotellina pallidula is een tweekleppigensoort uit de familie van de Tellinidae. De wetenschappelijke naam van de soort is voor het eerst geldig gepubliceerd in 1871 door Lischke.